# Hautefontaine
Hautefontaine é uma comuna francesa na região administrativa de Altos da França, no departamento de Oise. Estende-se por uma área de 5,57 km². Em 2010 a comuna tinha 340 habitantes (densidade: 61 hab./km²).